# 小笠原長矩
小笠原 長矩（おがさわら ながのり）は、三河吉田藩の第2代藩主。忠知系小笠原家2代。

## 生涯
元和10年（1624年）1月24日、初代藩主・小笠原忠知の長男として江戸で生まれる。寛文3年（1663年）、父の死去により家督を継いで第2代藩主となる。このとき、弟の長定に3,000石、長秋に2,000石を分与したため、自らは4万石を領することになった。なお、家督相続と同時に奏者番に任じられた。
寛文6年（1666年）7月19日に寺社奉行に任じられ、延宝6年（1678年）2月6日まで務めた。藩政では新田開発に尽力している。また、龍拈寺・悟真寺とともに神宮寺を吉田三ヶ寺に定めた。延宝6年（1678年）2月8日に死去。享年55。跡を長男の長祐が継いだ。

## 系譜
父母
- 小笠原忠知（父）
- 多賀光定の娘（母）

正室
- 菅沼定芳の娘

子女
- 小笠原長祐（長男）生母は正室
- 小笠原長煕（次男）生母は正室